# 오와리아사히역
오와리아사히역(일본어: 尾張旭駅, おわりあさひえき)은 일본 아이치현 오와리아사히시에 소재하는 나고야 철도 세토선의 역이다. 역 번호는 ST15이다.
오와리아사히 검차구가 인접한 것부터 보통에는 본 역에서 시발, 회차, 종착 운행 설정이 있어 평일 아침에는 준급 1편에 사카에마치 발 당역 행이 설정되어 있다.

## 역사
세토 선 개통 시에 당시 히가시카스가이군 아라이 마을에 설치되면서 아라이 역으로 개통했다.
1970년의 오와리아사히 시 출범에 이어 다음 연도인 1971년 오와리아사히 역으로 변경되었다.
예로부터, 현재 역 위치의 서쪽 1번째 건널목의 동쪽에 있는 상대식 승강장 2면 2선의 지상역사로 무인역이었지만 1994년 7월 3일 100m정도 동쪽에 현재 위치로 이전했다.
- 1905년 4월 2일: 아라이역으로 영업 개시.
- 1922년 2월 24일: 아사히아라이역으로 역명 변경.
- 1971년 11월 1일: 오와리아사히역으로 역명 변경.
- 1984년 9월 5일: 역사 개축.
- 1994년
  - 7월 3일: 현재 위치로 이전, 교상역사화.
  - 10월 7일: 역전 광장 완성.
- 1995년: 급행 정차역으로 승격됨.
- 2006년 12월 16일: 트랜 패스 대응 개시.
- 2007년 6월 30일: 오와리아사히 검차구 가동 개시.
- 2009년 3월 25일: 배리어 프리화 등 공사 완공.
- 2011년 2월 11일: IC카드 승차권 manaca 도입.
- 2012년 2월 29일: 트랜 패스 공용 종료.

## 역 구조
섬식 승강장 2면 3선의 교상역이다. 승강장 유효 길이는 6량 편성분 내외이다.
중앙의 1선은 오조네・사카에마치 방면의 회차용으로 양쪽에 2, 3번의 두 승강장이 있다. 본 노선의 오와리세토 방향에 차막이가 있고 철로는 동쪽에 있는 건널목 앞에서 끊겨 있다. 2번 승강장 측은 하차 전용으로, 인근의 1번 승강장이 오와리세토 방면 승강장이기 때문에 당 역에 서는 열차에서 계단을 이용하지 않고 오와리세토 방면으로 환승할 수 있도록 되어 있다.

### 승강장
| 번호 | 노선      | 방향 | 행선                              | 비고      |
| ---- | --------- | ---- | --------------------------------- | --------- |
| 1    | ■ 세토 선 | 하행 | 신세토・오와리세토 방면           |           |
| 2    | ■ 세토 선 | -    | 하차 전용(당역 종착)              |           |
| 3    | ■ 세토 선 | 상행 | 기타야마・오조네・사카에마치 방면 | 당역 시발 |
| 4    | ■ 세토 선 | 상행 | 기타야마・오조네・사카에마치 방면 |           |

엘리베이터 2기 및 다목적 화장실이 설치되어 이른바 배리어 프리화가 이루어졌다.
열차 안내에 대해서는 LED표시에 의한 것 외에 자동 방송으로 진행되고 있다.

## 역 주변
- 나고야 산업대학
- 나고야 경영 단기대학
- 오와리아사히 시청
- 오와리아사히 우체국
- 오와리아사히 시립 아사히 중학교
- 이토 홀 오와리아사히

## 사진

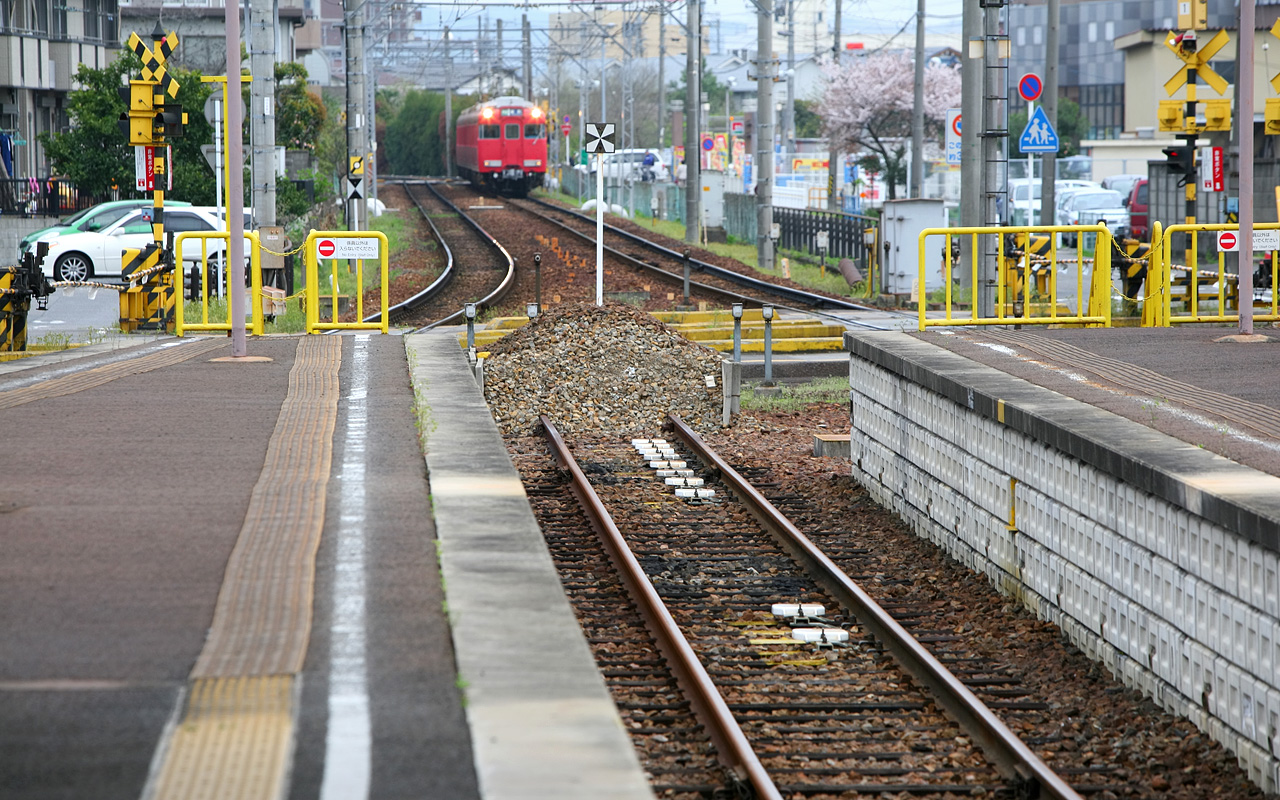
회차용 중선의 오와리세토 방향 왼쪽이 1,2번, 오른쪽이 3,4번 선 승강장
역 배선도

## 인접역
| 나고야 철도 ■ 세토선                         | 나고야 철도 ■ 세토선 | 나고야 철도 ■ 세토선      |
| -------------------------------------------- | -------------------- | ------------------------- |
| ST12 오모리 · 긴조가쿠인마에 사카에마치 방면 | ■ 급행               | 산고 ST16 오와리세토 방면 |
| ST14 아사히마에 사카에마치 방면              | ■ 준급 ■ 보통        | 산고 ST16 오와리세토 방면 |